# Nicanor Piñole Rodríguez
Nicanor Piñole Rodríguez   (Gijón, 6 de gener de 1878 - Gijón, 18 de gener de 1978) va ser un pintor asturià.

## Biografia
Amb 16 anys es va traslladar a Madrid per a començar la seva formació artística en l'Acadèmia de Belles Arts de San Fernando. 6 anys més tard, el 1900, es va traslladar a París i Roma, per a tornar a Gijón el 1902. Participa en diverses exposicions locals i nacionals, com l'Exposició Nacional de Belles Arts. En la dècada de 1920 també envia quadres a exposicions als Estats Units. Va morir en la seva ciutat natal als pocs dies de complir 100 anys.
Onze anys després la seva vídua, Enriqueta Ceñal Costales, va donar a l'Ajuntament de Gijón més de 700 obres i objectes de l'autor, amb els quals s'inauguraria més tard el Museu Nicanor Piñole en l'antic edifici de l'Asil Pola.

## Obres
Llista no exhaustiva d'obres:
- Maternitat (1904). Museu Reina Sofia.[4]
- Mariners al port de Gijón (1906). Museu Reina Sofia.[4]
- Retrat del professor Camarasa (1912). Museu Reina Sofia.[4]
- Recollint la poma (1922). Museu de Belles Arts d'Astúries.[5]
- Primavera (1925). Museu Reina Sofia.[5][4]